# Glatzer Kessel

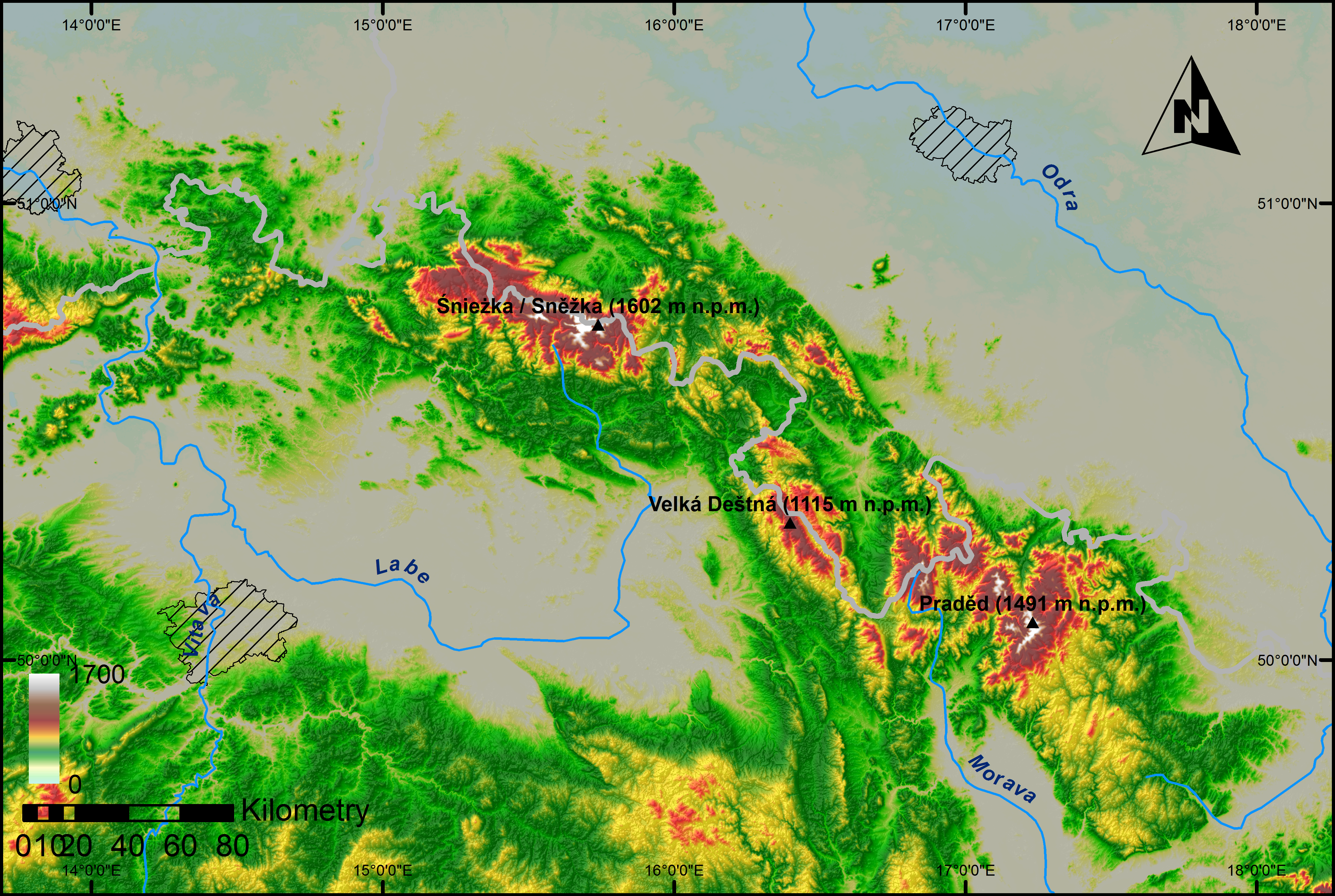
Karte der Sudeten, deutlich zu erkennen der Glatzer Kessel bei 16°2/3 Ost, 50°1/3 Nord

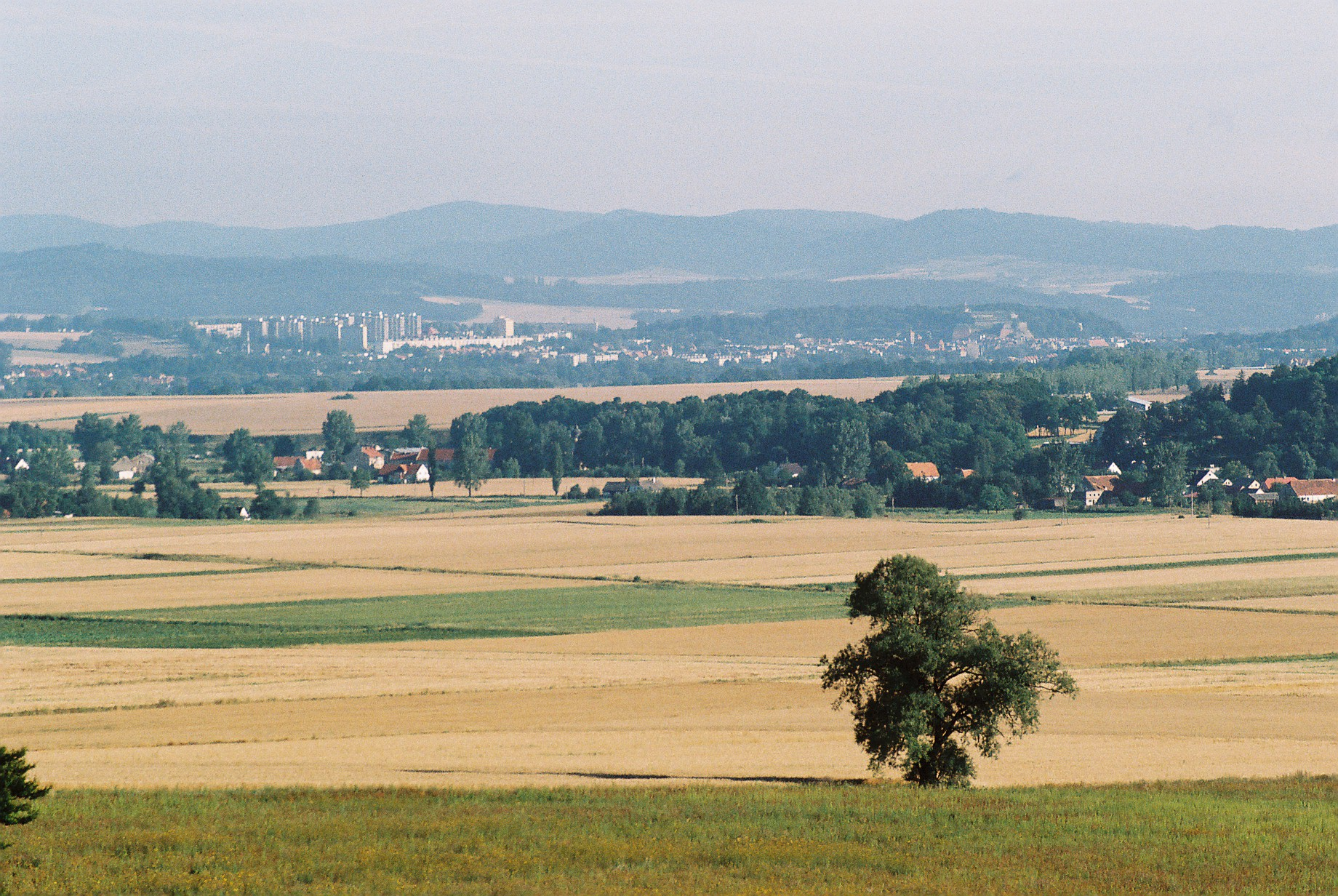
Nordteil des Glatzer Kessels mit der Stadt Glatz vor dem Warthaer Gebirge

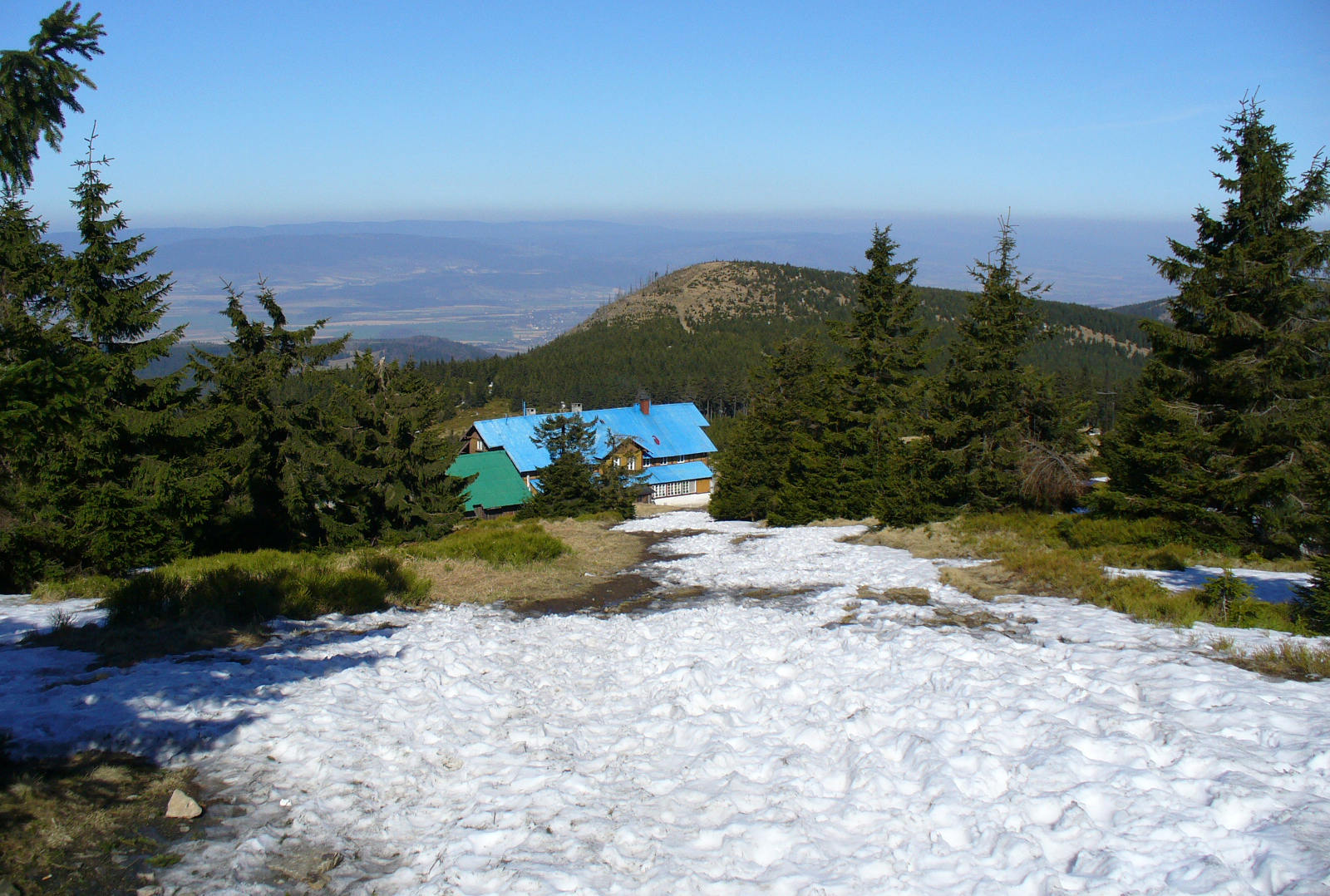
Blick vom Glatzer Schneeberg nach Westen über den Glatzer Kessel

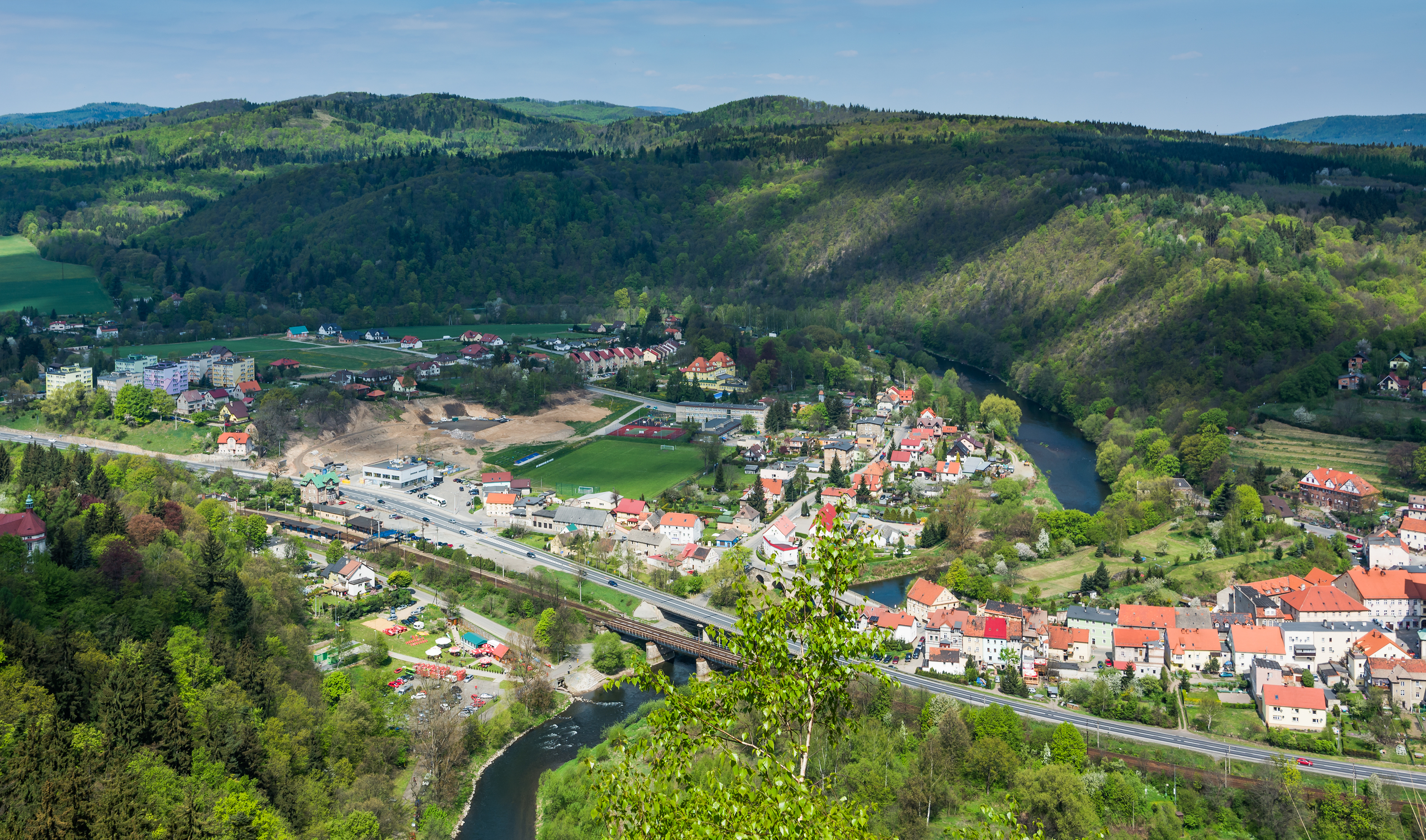
Durchbruch der Glatzer Neiße durch das Warthagebirge

Der Glatzer Kessel (polnisch Kotlina Kłodzka, tschechisch Kladská kotlina) ist eine geographische Bezeichnung für ein Gebiet innerhalb der ehemaligen Grafschaft Glatz. Das Gebiet entspricht seit Kriegsende 1945 weitgehend dem polnischen Powiat Kłodzki. Nach petrologisch-tektonischen Gesichtspunkten gehört es zum Landschaftsraum der Innersudetischen Senke. 

## Überblick
Die Bezeichnung Glatzer Kessel kennzeichnet die Tatsache, dass das hügelige Land mit einer Nord-Süd-Ausdehnung von etwa 50 km ringsum von Gebirgen umgeben ist, die so seine natürlichen Grenzen bilden. Es sind dies im Norden das Eulengebirge (Góry Sowie) und das Warthagebirge (Góry Bardzkie), im Osten das Reichensteiner Gebirge (Góry Złote) und das Bielengebirge (Góry Bialskie) und im Südosten das Glatzer Schneegebirge (Masyw Śnieżnika). Im Südwesten liegen das Habelschwerdter Gebirge (Góry Bystrzyckie) und das Adlergebirge (Góry Orlickie) sowie im Nordwesten das Heuscheuergebirge (Góry Stołowe). 
Der Glatzer Kessel wird von der Glatzer Neiße und ihren Nebenflüssen Habelschwerdter Weistritz, Reinerzer Weistritz und Steine sowie der Landecker Biele durchflossen. Die Glatzer Neisse fließt über die Oder in die Ostsee.
Dieser Teil gehörte historisch zum Königgrätzer Kreis in Böhmen. 1459 wurde dieses Gebiet durch den böhmischen König Georg von Podiebrad zur Grafschaft erhoben und damit ein Nebenland der Krone Böhmen.
Das westliche Gebiet des Glatzer Landes liegt geographisch außerhalb des Glatzer Kessels, jenseits der Wasserscheide. Es ist nach Böhmen offen und gehört geomorphologisch zum Böhmischen Becken. Dieses Gebiet wird über den Hummelpass erreicht, der zwischen dem Habelschwerdter- und dem Heuscheuergebirge verläuft. Historisch gehörte es mit den Dörfern des Böhmischen Winkels zur Herrschaft Hummel. Deren Gebiet gehörte zur ostböhmischen Herrschaft Náchod, die ebenfalls dem Königgrätzer Kreis eingegliedert war. 1477 gliederte Georg von Podiebrads Sohn Heinrich d. Ä. dieses Gebiet in seine Grafschaft Glatz ein. Es entwässert in die Metuje (Mettau) und gelangt über die Elbe in die Nordsee. 
Durch die leicht begehbaren Pässe von Mittelwalde (Międzylesie) nach Mähren und über den Hummelpass und Náchod nach Böhmen sowie dem Neißedurchbruch (Nysa Kłodzka) bei Wartha (Bardo) als Verbindung nach Schlesien war das Gebiet seit alters her ein Durchgangs- bzw. Verbindungsland zwischen Böhmen und Schlesien.
Die Grafschaft Glatz bestand während ihrer Zugehörigkeit zu Preußen aus den Landkreisen Glatz, Habelschwerdt und zeitweise Neurode. Nach dem Zweiten Weltkrieg fiel das gesamte Gebiet an Polen.

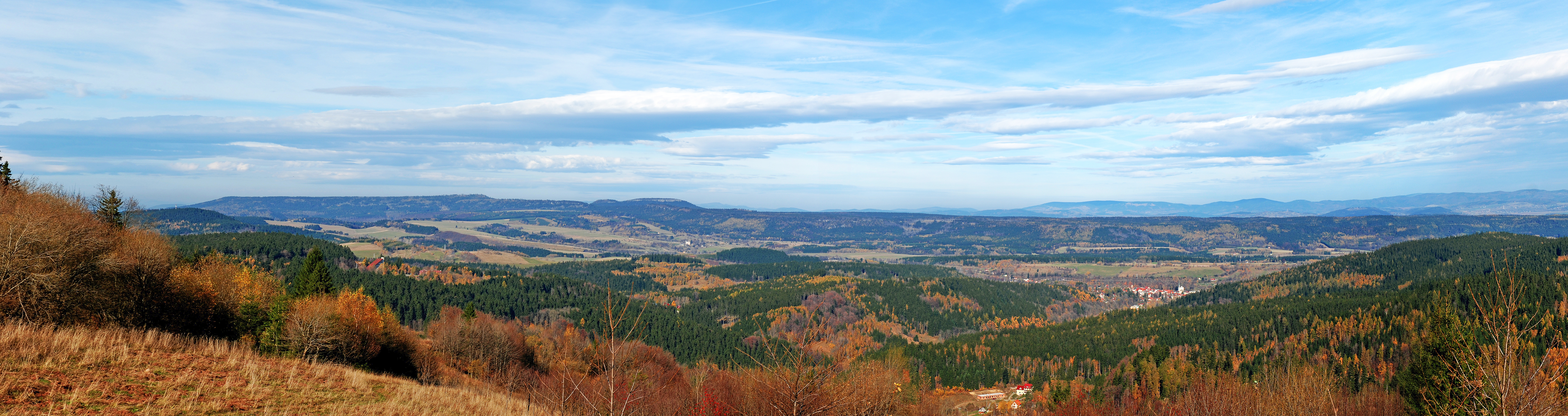
Der nordwestliche Teil des Glatzer Kessels von Grunwald nach Norden. Im rechten Drittel Bad Reinerz